# AusGamers
AusGamers — австралийский веб-сайт, посвящённый компьютерным играм, запущенный в 2000 году. Сайт публикует новости, обзоры, файлы и другие материалы о компьютерных играх. Создавался организаторами LAN party Австралии как информационный ресурс о компьютерных играх, а так же как платформа для организации LAN и онлайн мероприятий.

## История
Сайт был создан занимающимися организацией LAN-party в Австралии группами QGL, Shafted, MPU и WonderLAN, после квалификационной встречи CPL в Мельбурне в 2000 году, как структура для национальных лиг и организации LAN-party. Был назван в честь одноимённого IRC-канала в сети EnterTheGame и запущен в ноябре 2000 года.
Вскоре к Ausgamers присоединились другие LAN организаторы и было принято решение проводить LAN-party по всей стране одновременно чтобы сделать возможным соревнования между штатами. Быстрое интернет-соединение предоставлял один из крупнейших интернет-провайдеров Австралии Telstra, являвшийся спонсором проекта. Данная инициатива быстра потеряла актуальность с увеличением доступности широкополосного интернета и падением интереса к LAN-party.
В том же 2000 году администраторы сайта создали компанию Mammoth Media и получили контракт от Telstra на администрирование их игрового сервиса GameArena.
Сайт продолжил развиваться в полноценный игровой портал, включавший игровые новости, хранилище файлов, список LAN-party и интернет-форум. Сайт так же предоставлял бесплатный веб-хостинг для игровых сайтов, таких как сайты кланов, фай-сайты, LAN-сайты и другие. На 2004 год сайт предоставлял хостинг для более чем 2000 сайтов, а количество зарегистрированных пользователей было больше 65000.
В 2014 году был произведён перезапуск AusGamer. Главный редактор издания назвал это событие «переходом на новый уровень». Обновлённый сайт получил новый дизайн, а его редакция объявила, что увеличит производство видео и усилит поддержку независимых разработчиков из Австралии и Новой Зеландии.